# شلمزار (ساوجبلاغ)
شلمزار هي قرية في مقاطعة ساوجبلاغ، إيران. عدد سكان هذه القرية هو 1,336 في سنة 2006.